# Michael Glasder
Michael Glasder est un sauteur à ski américain, né le 27 mars 1989 à Lake Forest.

## Biographie
Il commence le saut à ski à l'âge de cinq ans au club Norge Ski Club (no).
Michael Glasder s'élance pour la première fois dans une compétition internationale en 2004 à l'étape de Coupe continentale à Westby.
Il découvre la Coupe du monde lors d'une épreuve par équipes à Oberstdorf en février 2009. Sa première qualification pour une manche individuelle a lieu en janvier 2010 à Sapporo. Il doit attendre quatre ans pour une deuxième participation dans la Coupe du monde, sur le même tremplin.
Il participe à ses premiers championnats du monde en 2015, à Falun, où il au mieux 46e en individuel. En 2015, il devient aussi champion des États-Unis.
En 2015-2016, il devient part de l'équipe pour la Coupe du monde de manière constante, pour finalement marquer son premier point à Oberstdorf (30e) en janvier 2017.
En février 2016, il remporte son unique concours de Coupe continentale à Iron Mountain.
En 2018, après avoir gagné les sélections américaines à Park City, il concourt à ses premiers et seuls jeux olympiques à Pyeongchang, se classant 32e au petit tremplin, puis 46e au grand tremplin et 9e par équipes.
Il fait ses adieux à la compétition de haut niveau à Iron Mountain dans la Coupe continentale en février 2019.

## Palmarès

### Jeux olympiques
| Épreuve / Édition | Pyeongchang 2018 |
| Petit tremplin    | 32e              |
| Grand tremplin    | 46e              |
| Par équipes       | 9e               |

### Championnats du monde
| Épreuve / Édition | Épreuve / Édition      | Falun 2015 | Lahti 2017 |
| Petit tremplin    | Petit tremplin         | 49e        | 40e        |
| Grand tremplin    | Grand tremplin         | 46e        |            |
| Par équipes       | Petit tremplin (mixte) |            | 8e         |
| Par équipes       | Grand tremplin         |            | 11e        |

### Championnats du monde de vol à ski
| Épreuve / Édition | Planica 2010 | Tauplitz 2016 | Oberstdorf 2018 |
| Individuel        |              | 37e           | 38e             |
| Par équipes       | 10e          |               |                 |

### Coupe du monde
- Meilleur classement général : 67e en 2017.
- Meilleur résultat individuel : 29e.

#### Classements en Coupe du monde
| Année     | Classement général final |
| 2016-2017 | 67e                      |

### Coupe continentale
- 1 podium : 1 victoire.